# Robert Shiller
Compléments
- Fondateur et économiste en chef de MacroMarkets LLC

Robert James Shiller dit Bob Shiller (né à Détroit dans le  Michigan, le 29 mars 1946) est un économiste, universitaire, et écrivain à succès américain. Il est professeur d'économie à l'université Yale et membre du centre international pour la finance de cette même université. Robert Shiller a également été un chercheur associé au Bureau national de recherche économique (NBER) depuis 1980, vice-président de l'American Economic Association en 2005 et le président de l'Eastern Economic Association en 2006-2007. Il est également le fondateur et le chef économiste de la société MacroMarkets LLC. 
Robert Shiller  est souvent considéré comme l'un des cent économistes les plus influents au monde. Ses travaux sur les prix des actifs lui ont valu le Prix Nobel des sciences économiques en 2013 avec Eugene Fama et Lars Peter Hansen pour leurs travaux empiriques sur l'évaluation des actifs.
Selon RePEc, Robert Shiller a publié plus de 100 articles dans des revues à comité de lecture. Il totalise près de 12 500 citations et son indice h est de 46,. La revue dans laquelle il a le plus publié (20 articles) est l'American Economic Review. Il fait partie du top 100 des économistes les plus cités au monde.

## Carrière
Robert Shiller est né au sein d'une famille d'origine juive ashkénaze lituanienne. Il est licencé en lettres (BA) de l'université du Michigan en 1967. Il obtient un master en science  en 1968 et un doctorat du Massachusetts Institute of Technology en 1972. Enseignant à l'université Yale depuis 1982, il est professeur attitré à la Wharton School et à l'université de Pennsylvanie et du Minnesota. Il a également souvent donné des cours à la London School of Economics.
Ses écrits traitent de multiples aspects économiques, de la finance comportementale à l'immobilier, jusqu'à la gestion des risques. Il a coorganisé des colloques de la NBER sur la finance comportementale avec Richard Thaler, depuis 1991. Le livre Macro Markets a gagné le premier prix annuel Paul A. Samuelson, de la Fondation Carnegie pour la promotion de l'enseignement. Il publie une rubrique régulière au niveau du syndicate project.
En 1981, Robert Shiller a mis en lumière les limites de la « théorie des marchés efficients », à l'époque dominante chez les économistes, par un article dans la Revue d'économie américaine, intitulé « La volatilité du prix des actions peut-elle être justifiée par des changements majeurs au niveau des dividendes ? » Ainsi, il fait remarquer que les investisseurs, dans un marché d'actions rationnel, estimeraient leur prix à l'aide des futurs dividendes espérés, en appliquant une décote par rapport aux valeurs actuelles. Il a parallèlement examiné la performance du marché boursier depuis les années 1920, et estimé les dividendes futurs et les pourcentages de décote susceptibles de justifier le large spectre de variations historiques observée. Shiller a conclu que la volatilité du marché boursier était trop grande pour s'expliquer de manière plausible par une vision rationnelle du futur. Il utilise les indicateurs classiques, en les corrélant, comme le price-earning ratio et le taux d'intérêt.
Ses recherches ont suscité un intérêt croissant à mesure que des stratégies financières à très court terme s'installaient sur les marchés boursiers. L'école de la finance comportementale avait déjà gagné en crédibilité à la suite du krach boursier d'octobre 1987. Les travaux académiques de Shiller comportent des sondages qui demandent aux investisseurs et aux traders les raisons qui ont motivé leurs transactions. Les résultats renforcent l'hypothèse que les décisions ont été majoritairement suscitées par des émotions, au lieu d'un calcul rationnel. La majeure partie des données issues de ces sondages, collectée depuis 1989, est disponible dans le projet sur le comportement de l'investisseur mené par l'université Yale.
L'immobilier intéresse aussi Robert Schiller, qui est le père de l'« indice Shiller et Case ». En 1991, il fonde Case Shiller Weiss avec les économistes Karl Case et Allan Weiss. L'entreprise produit des indices basés sur l'évolution des prix de ventes de biens immobiliers de manière à étudier leurs variations. L'indice a été développé par Shiller et Case lorsque ce dernier étudiait le boom des prix immobiliers à Boston, et Shiller analyse les aspects comportementaux lors des bulles spéculatives. L'indice basé sur des ventes successives a été développé par Case et Shiller avant d'être amélioré par Fiserv et Standard & Poor, créant ainsi l'indice Case-Shiller. En 2000, il publie Exubérance irrationnelle, un best-seller selon le New-York Times, qui met en garde sur le fait que le marché boursier lié à la nouvelle économie est devenu une bulle (on est au sommet de la bulle internet) et qu'elle pourrait aboutir à un déclin majeur.
Invité à la télévision, par l'émission  « Comment profiter du boom immobilier » sur CNBC en 2005, il fait remarquer que l'augmentation des prix de l'immobilier ne peut dépasser l'inflation sur le long terme, exception faite des régions où le foncier est limité, parce que les prix doivent converger vers les prix de la construction neuve, additionnés d'une légère plus-value économique.
Robert Shiller s'est aperçu que le rendement de l'immobilier résidentiel entre 1890 et 1990 est nul une fois l'inflation déduite,.
L'autre participant, chef économiste de l'association des agents immobiliers américains, exprima son désaccord. En février, Lereah avait publié son livre Êtes-vous en train de manquer le boom immobilier ? qui sera en fait le signal du sommet du marché immobilier. Tandis que  Robert Shiller a encore une fois réussi à déterminer précisément la nature d'une nouvelle bulle spéculative alors qu'il faudra encore une année entière avant que le caractère de bulle apparaisse évident sur l'ensemble du marché immobilier américain. Shiller a réitéré ses mises en garde fin 2006 et début 2007 mais il ne fut pas cru.[réf. nécessaire]
En 2009, Robert Shiller a été distingué du prix de la Deutsche Bank en économie financière, pour des travaux sur la dynamique des prix des actifs (taux d'intérêt, actions et immobilier). Son travail a été très influent tant au niveau des développements théoriques qu'en pratique, ou au niveau des régulateurs. Ses contributions sur le partage des risques, la volatilité des marchés financiers, les bulles spéculatives et les crises ont reçu une attention particulière de la part des universitaires, des professionnels et des régulateurs.
Dans une tribune publiée dans Le Monde en avril 2017, il fait partie des 25 lauréats du Prix de la Banque de Suède dénonçant le programme anti-européen de Marine Le Pen pour les élections présidentielles françaises 2017.

## Publications
- (en) Phishing for Phools: The Economics of Manipulation and Deception by George A. Akerlof & Robert J. Shiller, Princeton University Press; 1st Edition (September 22, 2015),  (ISBN 978-0691168319)
- (fr) Les esprits animaux : Comment les forces psychologiques mènent la finance et l'économie par  George A. Akerlof, Robert J. Shiller et Corinne Faure-Geors (Traduction), Pearson Education (25 septembre 2009),  (ISBN 978-2744063992).
- (fr)  L'Exubérance irrationnelle de Robert Shiller, Valor, (13 décembre 2000),   (ISBN 978-2909356211)
- (en) The Subprime Solution: How Today's Global Financial Crisis Happened, and What to Do about It by Robert J. Shiller, Princeton University Press (2008),  (ISBN 0-691-13929-6).
- (en) The Quiet Revolution: Central Banking Goes Modern by Alan S. Blinder and Robert J. Shiller, Yale University Press,  (23 avril 2004),  (ISBN 978-0-300-10087-7)
- (en) The New Financial Order: Risk in the 21st Century, by Robert J. Shiller, Princeton University Press (2003),  (ISBN 0-691-09172-2).
- (en) Irrational Exuberance (book), by Robert J Shiller, Princeton University Press (22 février 2005), 2nd Revised edition,  (ISBN 978-0691123356)
- (en) Macro Markets: Creating Institutions for Managing Society's largest Economic Risks by Robert J. Shiller, Clarendon Press, New York: Oxford University Press (1993),  (ISBN 0-19-828782-8).
- (en) Market Volatility, by Robert J. Shiller, MIT Press (1990),  (ISBN 0-262-19290-X).